# Semteks
Semteks je plastični eksploziv opšte namene koji sadrži heksogen (RDX) i pentrit (PETN).  Koristi se za civilne svrhe miniranja i demoliranja (ekonomski eksploziv) te za određenu vojnu upotrebu. Izumeo ga je češki hemičar Stanislav Brebera 1964. godine. 
Semtex je plastični eksploziv, što znači da je oblikovljiv i može se savijati ili oblikovati na različite načine, slično plastelinu. To ga čini izuzetno prilagodljivim za različite vrste upotrebe. Semtex je izuzetno stabilan, što znači da je manje verovatno da će eksplodirati slučajno, čak i pod ekstremnim temperaturama ili pritiscima.
Glavne komponente Semtexa su RDX i PETN (petril), dva snažna eksploziva. RDX je sigurno i efikasno eksplozivno sredstvo, dokPETN ima visoku brzinu detonacije, što ga čini efikasnim za razbijanje tvrdih materijala. Semtex može sadržati i druga sredstva kako bi se poboljšale njegove performanse, kao što su plastifikatori, kojima se poboljšava fleksibilnost.
Jedan od razloga zašto je Semtex bio popularan među teroristima je zbog toga zato što se teško može detektovati.  Primer tome bio je Pan Amov let 103 tokom kojeg su libijski teroristi upotrebili Semteks za rušenje putničkog aviona Boeing 747 iznad škotskog mesta Lokerbi. 
Tradicionalni detektori eksploziva u prošlosti nisu mogli lako prepoznati Semteks. Međutim, nakon niza terorističkih incidenata tokom 1980-ih i 1990-ih godina, proizvođači su počeli dodavati hemijske markere, koje se mogu lakše detektovati.
Osim Semteksa, među teroristima je popularan i eksploziv koji je mešavina TNT-a i Pentrita zbog osetljivosti kapice (kapsule) detonatora. Ipak, teroristi nemaju mogućnost nabavke sofisticiranih detonatora koji bi detonirali Semteks.
Semtex je, uprkos svojoj potencijalnoj opasnosti, imao i legitimne upotrebe. Koristio se u komercijalnim aktivnostima kao što su rudarstvo, građevinarstvo i rušenje zgrada, gde su njegova svojstva oblikovanja i stabilnosti bila od velike koristi.

## Istorija
Semteks je 1964. izumeo češki hemičar Stanislav Brebera koji je radio u čehoslovačkom Državnom institutu za hemijsku industriju. Eksploziv je dobio ime po Semtinu, predgrađu češkog grada Pardubice u kojem je Semteks prvi put proizveden 1964. godine. Sam institut je kasnije promenio ime u Explosia. 
Eksploziv je veoma sličan drugim plastičnim eksplozivima, posebno eksplozivu C-4 u smislu lake savitljivosti. Takođe, otporan je na vodu te je upotrebljiv na većem temperaturnom rasponu od -40 do +60 °C. U zavisnosti o vrsti boje, Semteksova boja može varirati od crvenkasto smeđe ili crveno narandžaste pa do crvene boje dok je Semteks 2P smeđe boje.

## Korišćenje Semteksa u konfliktima ili terorističkim akcijama
Nakon što je izumljen, novi eksploziv se izvozio u velikoj meri. Prvi strani korisnik bio je Severni Vijetnam kojem je dostavljeno 14 tona tokom Vijetnamskog rata. Ipak, najveći pojedinačni kupac bila je Libija kojoj je preko praške posredničke kompanije Omnipol dostavljeno 700 tona eksploziva u razdoblju od 1975. do 1981. godine. Međutim, nakon pada komunizma u Čehoslovačkoj, novi predsednik Vaclav Havel je dao na uvid dokumentaciju po kojoj je vidljivo da je u Libiju izvezeno 900 tona Semteksa.  Takođe, dodatnih 1.000 tona je prodano nestabilnim državama kao što Severna Koreja, Iran, Irak i Sirija. 
Od terorističkih grupa, Semteks su primenjivali islamski militanti na Bliskom istoku dok su ga u Severnoj Irskoj koristili Privremena irska revolucionarna armija i Irska narodnooslobodilačka vojska.  Najpoznatiji teroristički čin koji je napravljen pomoću Semteksa bilo je rušenje Pan Amovog putničkog aviona Boeing 747 iznad mesta Lokerbi u Škotskoj 21. decembra 1988.  Bivši libijski političar i Gaddafijeva desna ruka, Musa Kusa, koji je pobegao u London tokom Građanskog rata u Libiji 2011., optužen je na sudu u Vašingtonu da je jedan od šestorice Libijaca koji su IRA tokom 1980-ih dopremili eksploziv Semteks. 
Upravo je povezanost tog eksploziva s teroristima bio razlog pada njegovog izvoza. Tako su se pooštrili uslovi izvoza Semteksa dok njegov izvoz od 2002. godine nadgleda češka Vlada.  Tako na primer godišnja proizvodnja tog eksploziva od 2001. iznosi deset tona, većinom za domaću upotrebu.  Takođe, Češka je potpisivanjem međunarodnih sporazuma promenila i tehnološki proces izrade samog eksploziva. Tako je smanjen njegov rok trajanja sa deset na pet godina.
25. maja 1997. je naučnik Bohumil Sole koji je često tvrdio da je bio deo tima koji je zaslužan za izum Semteksa, privezao uz sebe eksploziv te je počinio samoubistvo u banji u Jeseníku.  U eksploziji je ozleđeno dvadeset ljudi od čega šestoro teže. Sam Sole je bolovao od kliničke depresije. Prema navodima proizvođača Explosije, Sole nije bio član tima koji je razvio Semteks.

## Sastav Semteksa
Semteks je plastični eksploziv koji je sastavljen od nekoliko ključnih sastojaka:
1. RDX (ciklo-tri-metilen-tri-nitramin): RDX je jedan od najjačih i najstabilnijih vojnih eksploziva. Ima visoku brzinu detonacije i koristi se u različitim vrstama vojne municije.
2. PETN (pentaeritritol tetranitrat): PETN je još jedan visoko eksplozivni materijal sa visokom brzinom detonacije. Koristi se u mnogim vojnim i industrijskim aplikacijama.
3. Plastifikatori: Semteks uključuje plastifikatore koji mu daju njegovu oblikovljivu, plastičnu teksturu. To ga čini pogodnim za oblikovanje u različite oblike za različite primene.

| Smjesa                                               | Semtex 1A                                | Semtex H                                 | Semtex 2P   |
| ---------------------------------------------------- | ---------------------------------------- | ---------------------------------------- | ----------- |
| Pentrit                                              | 76%                                      | 40,9%                                    | 58,45%      |
| RDX                                                  | 4,6%                                     | 41,2%                                    | 22,9%       |
| SBR kao vezivno sredstvo                             | 9,4%                                     | 9%                                       | 9,2%        |
| N-oktil ftalat ili tributil citrat kao plastifikator | 9%                                       | 7,9%                                     | 8,45%       |
| N-fenil-2-naftalamin kao antioksidans                | 0,5%                                     | 0,5%                                     | 0,5%        |
| Boja                                                 | 0,5%                                     | 0,5%                                     | 0,5%        |
| Vrsta boja                                           | Sudan IV (od crvenkasto smeđe do crvene) | Sudan I (od crveno-naranđaste do crvene) | ??? (smeđa) |

## Spoljašnje veze
- Ten mistakes in causa Semtex®